# Charles Starkweather
Charles Raymond Starkweather, detto Charlie (Lincoln, 24 novembre 1938 – Lincoln, 25 giugno 1959), è stato un serial killer statunitense che ha ucciso undici persone negli Stati del Nebraska e del Wyoming in una furia omicida durata due mesi, tra il dicembre del 1957 e il gennaio del 1958.
Tutte le sue vittime, tranne una, sono state uccise tra il 21 e il 29 gennaio 1958 (data del suo arresto). In tutti gli omicidi commessi nel 1958, Starkweather era affiancato dalla sua fidanzata quattordicenne, Caril Ann Fugate.
Starkweather è stato condannato a morte 17 mesi dopo; la Fugate è stata rilasciata nel 1976, dopo aver scontato 17 anni di carcere.

## Vita
Charles Starkweather nacque a Lincoln, Nebraska, terzo di sette figli di Guy e Helen Starkweather. Gli Starkweather erano una famiglia proletaria rispettabile con bambini ben educati. La famiglia era povera, ma hanno sempre avuto l'essenziale. Guy Starkweather era, a detta di tutti, un uomo dai modi gentili; di professione carpentiere, lavorava molto, nonostante l'artrite reumatoide alle mani. Nei periodi in cui Guy era disoccupato, la moglie lavorava come cameriera.
Starkweather frequentò la Saratoga Elementary School, la Everett Junior High School e la Lincoln High School a Lincoln. Diversamente dalla sua vita familiare, Starkweather non ebbe un ricordo positivo della scuola. Nato con il ginocchio varo, una lieve malattia congenita che gli aveva reso le gambe deformi, soffriva anche di problemi nel linguaggio, a causa dei quali i suoi compagni di classe lo dileggiavano. Considerato tardo nell'apprendimento, venne sempre accusato di non essersi mai seriamente applicato, sebbene da adolescente soffrisse di una forte miopia che ne condizionò drasticamente la vista.
L'unico aspetto in cui Starkweather eccelleva a scuola era la ginnastica. E proprio nella classe di ginnastica trovò il suo sfogo fisico della sua crescente rabbia verso coloro che lo sottomettevano. Usò così la sua nuova fisicità per cominciare a sottomettere a sua volta quelli che se l'erano presa con lui, e presto la sua rabbia andò oltre quei bulletti, fino a raggiungere chiunque non gli andasse a genio. Dall'essere considerato un bravo ragazzo nella comunità, diventò uno dei più problematici. Il suo amico della scuola superiore Bob von Busch ha poi ricordato:
"Poteva essere la persona più gentile che aveste mai incontrato. Avrebbe fatto qualunque cosa per voi, se gli andavate a genio. Era anche molto divertente la sua compagnia. Tutto sembrava essere una grande barzelletta per lui. Ma aveva quest'altro lato. Poteva essere cattivo, crudele. Se vedeva un tipo per strada che era più grande di lui, più bello o meglio vestito, provava a ridimensionarlo."
Dopo aver visto il film Gioventù bruciata, Starkweather sviluppò una fissazione per James Dean e cominciò ad acconciarsi i capelli ed a vestirsi come lui. Starkweather si identificò nel ribelle personaggio del film, credendo di aver trovato una sorta di spirito affine, qualcuno che avesse sofferto quanto lui e che potesse ammirare; allo stesso tempo, sviluppò un forte complesso di inferiorità che lo portò ad odiarsi, ritenendosi incapace di fare qualunque cosa correttamente e che come conseguenza i suoi stessi fallimenti gli avrebbero causato una vita di miseria.

## La relazione con Caril Ann Fugate
Nel 1956, il diciottenne Charles Starkweather venne presentato alla tredicenne Caril Ann Fugate. Starkweather si era ritirato dalla Lincoln High School all'ultimo anno, ed era andato a lavorare in un magazzino di giornali della Western Union. Scelse quel lavoro perché il magazzino era vicino alla Whittier Junior High School a Lincoln, dove andava Caril. Il suo impiego gli permetteva di vederla ogni giorno dopo la scuola. Starkweather era considerato un lavoratore trascurato, e il suo datore di lavoro ha in seguito affermato:
"A volte gli si dovevano dire le cose due o tre volte. Di tutti gli impiegati nel magazzino, lui era il più tardo che avevamo."
Starkweather insegnò alla Fugate a guidare, e un giorno schiantò la sua Ford 1949 contro un'altra macchina. Il padre di Starkweather pagò i danni, in quanto l'auto era intestata a lui. Questo causò parecchi problemi tra Starkweather e il padre, e poiché questi non accettava il suo comportamento, cacciò il figlio di casa.
Starkweather lasciò il suo lavoro al magazzino e si fece assumere come spazzino per un salario minimo. In questo periodo cominciò ad avvicinarsi ad una visione nichilistica della vita, credendo che quella sua attuale situazione sarebbe stato il modo in cui avrebbe vissuto il resto della sua vita. Usava il percorso in cui raccoglieva rifiuti per progettare rapine in banca, e pervenne a concepire la sua personale filosofia con la quale visse il resto della propria vita: "I morti sono tutti allo stesso livello".

## 1957: primo omicidio
Il 30 novembre 1957, Starkweather si arrabbiò con Robert Colvert, impiegato della stazione di servizio, per il suo rifiuto di vendergli un peluche a credito. Starkweather tornò più volte durante la notte per comprare piccoli oggetti ed infine - brandendo un fucile - costrinse Colvert a dargli $100, poi lo condusse in auto in un luogo lontano. Dopo che Colvert fu ferito durante una lotta col fucile, Starkweather lo uccise con una pallottola alla testa.
Starkweather sostenne in seguito che, dopo aver ucciso Colvert, riteneva di aver trasceso il precedente sé stesso, raggiungendo un nuovo piano di esistenza nel quale era al di sopra e al di fuori della legge. Confessò subito alla Fugate che aveva derubato Colvert, sostenendo tuttavia che lo avesse ucciso qualcun altro, cosa alla quale la Fugate dichiarò poi di non aver creduto.

## La furia omicida del 1958
Il 21 gennaio 1958, Starkweather si recò a casa di Caril Fugate per vederla. Lei però non era in casa e dopo che la madre e il patrigno, Velda e Marion Bartlett, gli dissero di andarsene, Starkweather li uccise con il proprio fucile, infierendo anche sulla loro figlioletta di tre anni, Betty Jean, strangolandola e pugnalandola.
All'arrivo di Caril, entrambi nascosero i cadaveri dietro la casa. Rimasero in quella casa fino a poco prima che la polizia (chiamata dalla sospettosa nonna di Caril) giungesse sul posto successivo il 27 gennaio.
Starkweather e la Fugate guidarono fino a Bennet, Nebraska, dimora di campagna di un amico di famiglia, il settantenne August Meyer. Starkweather lo uccise con una serie di proiettili alla testa (per autodifesa, dichiarò in seguito).
Fuggendo dalla zona, Starkweather e la Fugate si impantanarono con l'auto nel fango e abbandonarono il veicolo. Quando Robert Jensen e Carol King, due teenager del posto, si fermarono per dare loro un passaggio, Starkweather li costrinse a riportarli al rifugio a Bennet, dove sparò a Jensen dietro alla testa. La Fugate mutilò i genitali della King in un'apparente furia dovuta alla gelosia. Starkweather ammise poi di aver sparato a Jensen, affermando che Fugate sparò alla King. I due abbandonarono Bennet con l'auto di Jensen.
Raggiunsero quindi un quartiere bene di Lincoln, dove si introdussero nella casa dell'industriale C. Lauer Ward e di sua moglie Clara, al 2843 South 24th Street. Sia Clara che la governante Lillian Fencl furono pugnalate a morte; in seguito riportò di aver lanciato un coltello a Clara; in ogni caso, accusò la Fugate di aver inflitto le pugnalate multiple che erano state trovate sul suo corpo. La accusò anche di aver colpito a morte la governante, il cui cadavere presentava ferite multiple. Quando Lauer Ward tornò a casa quella sera, Starkweather gli sparò. Starkweather e la Fugate riempirono la Packard nera di Ward con i gioielli rubati dalla casa, e lasciarono il Nebraska.
Gli omicidi nella casa dei Ward generarono tumulto nella Contea di Lancaster, con tutte le forze dell'ordine della regione impegnate nella ricerca degli assassini, casa per casa. Il governatore Victor E. Anderson contattò la Guardia Nazionale del Nebraska, e il capo della polizia di Lincoln dispose una ricerca isolato per isolato della città. Furono segnalati diversi avvistamenti dei due, con annesse accuse di incompetenza contro il Dipartimento di Polizia di Lincoln per la sua incapacità nel catturarli.
La Packard sulla quale viaggiavano era di aspetto assai vistoso, e i due fuggitivi avevano perciò bisogno di una nuova auto. Trovarono il commesso viaggiatore Merle Collison che dormiva nella sua Buick lungo la strada statale, appena fuori dalla città di Douglas (Wyoming). Dopo averlo svegliato, gli spararono. Starkweather accusò poi la Fugate di avergli dato il colpo di grazia, dopo che il suo fucile si era inceppato e affermò che la sua ragazza era "la persona dal grilletto più facile" che lui avesse mai conosciuto.
L'auto del commesso viaggiatore aveva un pedale per il freno d'emergenza, che era una novità per Starkweather. Mentre tentava di andarsene con l'auto, questa si spense. Provò a riaccenderla e un motociclista di passaggio si fermò ad aiutarlo. Starkweather lo intimorì col fucile e ne scaturì una lite. A quel punto, un vice-sceriffo arrivò sul luogo. La Fugate corse verso di lui, urlando: "È Starkweather! Vuole uccidermi!". Starkweather tentò di fuggire dalla polizia, raggiungendo una velocità di 160 km/h. Un proiettile sparato dalle forze dell'ordine frantumò il parabrezza, e un frammento di vetro ferì Starkweather abbastanza da farlo sanguinare. Questi fermò all'improvviso, circondato. Lo sceriffo della Contea di Converse disse: "Pensava di sanguinare a morte. Ecco perché si è fermato. Questo è il genere di codardia per il figlio di puttana che è". Sia Starkweather che la Fugate furono catturati a Douglas.

## Processo ed esecuzione
Starkweather scelse e ottenne di essere estradato nel Nebraska invece che nel Wyoming, dove giunsero alla fine del gennaio 1958. Credeva che nessuno dei due Stati lo avrebbe condannato a morte. Non sapeva che il Governatore del Wyoming a quell'epoca era un oppositore della pena di morte. Starkweather inizialmente affermò che la Fugate era stata catturata da lui e che non avesse nulla a che fare con gli omicidi; in seguito però cambiò la sua versione più volte, fino a testimoniare al processo che lei era una partecipante volontaria. La Fugate ha sempre sostenuto che Starkweather la teneva in ostaggio minacciandola di ucciderle la famiglia, dicendo che lei non sapeva che erano già tutti morti. Il giudice Harry A. Spencer non credette che la Fugate fosse tenuta in ostaggio da Starkweather, poiché aveva avuto molte occasioni per scappare.
Starkweather venne dichiarato colpevole e condannato alla pena di morte per l'omicidio di Robert Jensen, l'unico che sia stato provato. Fu giustiziato sulla sedia elettrica al Nebraska State Penitentiary di Lincoln, alle 12.04 del 25 giugno 1959. È sepolto al Wyuka Cemetery a Lincoln insieme a cinque delle sue vittime, compresi i Ward.
La Fugate fu condannata all'ergastolo il 21 novembre 1958. È stata rilasciata sulla parola nel giugno 1976 dopo aver scontato 17 anni e mezzo al Centro Correzionale per le Donne, a York in Nebraska. Si è stabilita a Lansing, Michigan, dove ha cambiato nome e lavora come portinaia all'Ospedale di Lansing. Si è sposata nel 2007 e, a parte che in un talk-back show alla radio nel 1996, ha sempre rifiutato di parlare della passata furia omicida. Dopo aver sposato Frederick Clair (deceduto nel 2013), ha cambiato il proprio nome in Caril Ann Clair e vive a Stryker, Ohio.

## Vittime
1. Robert Colvert (21), commesso della stazione di servizio
2. Marion Bartlett (58), patrigno della Fugate
3. Velda Bartlett (36), madre della Fugate
4. Betty Jean Bartlett (3), figlia di Velda e Marion Bartlett
5. August Meyer (70), amico della famiglia Starkweather
6. Robert Jensen (17), fidanzato di Carol King
7. Carol King (16), fidanzata di Robert Jensen
8. Clara Ward (46), moglie di C. Lauer Ward
9. Lillian Fencl (51), governante di Clara Ward
10. C. Lauer Ward (47), industriale
11. Merle Collison (34), commesso viaggiatore

## Riferimenti culturali

### Film e TV
Il caso Starkweather–Fugate ha ispirato i film A bruciapelo (1963), La rabbia giovane (1973), Kalifornia (1993), Assassini nati - Natural Born Killers (1994) e Starkweather (2004). La miniserie TV Senza movente (1993) è una descrizione biografica di Starkweather, con Tim Roth nel ruolo di protagonista, mentre Stark Raving Mad (1981) con protagonisti Russell Fast e Marcie Severson, fornisce una versione romanzata degli omicidi della coppia. Il film di Peter Jackson Sospesi nel tempo (1996) presenta nella trama elementi ispirati a Starkweather; l'assassino infatti va incontro ad una furia omicida con una complice donna tenuta in ostaggio. L'episodio Il tredicesimo passo della serie televisiva Criminal Minds è ispirato alla storia vera di Starkweather e Caril Ann Fugate.

### Letteratura
Il libro Caril (1974) è una biografia non autorizzata di Caril Ann Fugate scritta da Ninette Beaver. Liza Ward, la pronipote delle vittime Lauer e Clara Ward, ha scritto nel 2004 il romanzo Outside Valentine, basato sugli omicidi della coppia. Il romanzo del 1997 Not Comin' Home to You di Lawrence Block racconta parallelamente gli omicidi di Starkweather e della Fugate. L'autore horror Stephen King è stato fortemente influenzato da giovane leggendo dei loro omicidi, di cui teneva un album di ritagli e ha poi creato diverse variazioni di Starkweather nei suoi personaggi. Si dice che Starkweather sia stato un compagno di scuola di Randall Flagg in L'ombra dello scorpione. King ha detto in successive interviste che il personaggio The Kid, che appare nella versione integrale de L'ombra dello scorpione, è stato modellato su Charles Starkweather. George Stark, il principale antagonista in La metà oscura, ha preso il nome da Starkweather.

### Arti visive
Nel 2011, l'art photographer Christian Patterson ha lanciato Redheaded Peckerwood, una collezione di foto scattate ogni gennaio dal 2005 al 2010 lungo le 500 miglia di strada percorse da Starkweather e dalla Fugate. Il libro include riproduzioni di documenti e fotografie di oggetti che appartenevano agli assassini ed alle loro vittime, molti dei quali Patterson scoprì facendo le sue fotografie e che non aveva mai visto prima d'allora.
La serie di fumetti Northlanders fa riferimento alla storia nell'arco narrativo Metal.

### Musica
La canzone del 1982 di Bruce Springsteen, "Nebraska" è una narrazione in prima persona basata sugli eventi di Starkweather; così come "Badlands" è piena di temi che riguardano alienazione e risentimento da parte del protagonista. La canzone "Badlands" dei Church of Misery nel loro album Houses of the Unholy è incentrata sugli omicidi ed è raccontata in prima persona.
La canzone di Del Shannon "Keep Searchin' (We'll Follow The Sun)" era una finta lettera d'amore scritta da Charles Starkweather ed è basata sulle testimonianze del suo processo.
Starkweather è anche presente nella canzone di Billy Joel "We Didn't Start the Fire", con riferimenti nella frase "Starkweather homicide, children of Thalidomide".
La canzone degli Icky Blossoms "Stark Weather" pubblicata nel luglio 2012 riguarda gli omicidi e le rapine di Charles Starkweather. I crimini sono raffigurati come gesta romantiche nei confronti di Caril Ann Fugate.
La band metalcore americana, gli "Starkweather" usano il cognome di Charles Starkweather.
La canzone degli J Church "Hate so real", contenuta nella loro pubblicazione del 1993, Quetzalcoatl rappresenta temi della storia di Starkweather e della Fugate. Immagini dei due sono raccolti nel materiale grafico.
I Bobby Joe Long's Friendship Party detti anche Oscura Combo Romana, nel loro nuovo album "Semo Solo Scemi" hanno un brano intitolato "Charles Starkweather"